# ورثة آل الشيخ
ورثة آل الشيخ، هي رواية  للكاتب الروائي أحمد القرملاوي، مصري من مواليد القاهرة عام 1978، توجت الرواية بجائزة كتارا للرواية العربية عن فئة الروايات المنشورة 2021.

## عن الرواية
"ورثة آل الشيخ" هي رواية مصرية تمتاز بالواقعية، تتناول قصة عائلة "آل الشيخ" عبر خمسة أجيال. يقوم الراوي، "أحمد"، برحلة بحث عن تفاصيل حياة عائلته، وتظهر الأحداث والشخصيات بتفاصيلها الدقيقة واللغة الجميلة. رغم كثرة التفاصيل، تشير المراجع إلى أن الرواية قد تكون مكثفة، ولكنها تقدم تجربة قوية في استكشاف الهوية والتاريخ العائلي.
«عالمي يهرع إلى الخلف، لا يمكنني الإمساك به كل ما أستطيعه هو النظر إليه عبر زجاج القطار الأصم البيوت الشائهة تتكاثر حالها حال البشر, مياه النيل تغور حتى تمسي لا مرئية القمامة ترتفع كأنها علامات الطريق.. لا أعرف شيئًا يربطني بهذا العالم الممسوخ، إلا حاجتي للكتابة عنه.. هل ثمة رابط آخر لا أدركه؟ يمكن، ولا سبيل أمامي لاكتشافه غير الكتابة.»
«جيل يحصد ما أنتجه الشلف.. نحن الجيل الحاص يا أبتاه، نحصد كل شيء ليس المال فقط، ولا الأرض، ولا البيوت، بل الهزيمة.. وغمامات الأعين والهتاف الضائع في الفراغات.»
«ليتني أموت الآن مثلما ماتوا، فأتفادى ما يتربّص بي من مفاجآت. القدر يختبئ خلف الزوايا،خلف جذوع الشجر, تحت الصخور وبين شواشي النخل.»

## قصة الرواية
بدأت قصة "ورثة آل الشيخ" في أحد أزقة القاهرة القديمة، حيث انطلق الراوي "أحمد" في رحلة بحث عن تفاصيل حياة عائلته. يتخذ أحمد من غرفة صغيرة مليئة بألبومات الصور ومقتنيات العائلة مسرحًا لاستعراض ذكريات الماضي.تتنقل القصة بأنسجة منطقية بين الأجيال، حيث يتم رسم صورة واقعية للجد "الشيخ"، الذي يُعد أحد الأعمدة الرئيسية للقصة. يظهر الزمن والتطورات الاقتصادية والاجتماعية في مصر خلال الخمسينيات، وتعكس حياة الأحفاد التحولات التي شهدتها البلاد.
تُبرز القصة الأحداث بشكل هادئ وحيادي، مما يتيح للقارئ استيعاب تفاصيل الحياة في بورسعيد وحلوان، وتجارب الفلاحين في الريف. يتم تقديم الشخصيات بطريقة تجعلها واقعية وقريبة من القارئ، دون تضخيم أو تقليل.تظهر الأحداث والتفاصيل بوضوح، مما يساعد في فهم العلاقات العائلية وتأثير الزمن على الهوية الشخصية والجماعية. اللغة المستخدمة تكون سلسة وأنيقة، مما يسهل على القارئ الاندماج في أحداث الرواية تتقاطع حيواتهم مع الحرب الصامتة التي تستمر في الظل، حيث تكشف الرواية عن تأثيراتها على النفسيات والعلاقات الاجتماعية. تبرز لحظات من التوتر والأمل، وفي ذلك السياق، تأتي الفراشات التي تحلق كرمز للصمود والحياة رغم الأوضاع الصعبة.
على الرغم من أن التفاصيل قد تكون كثيرة، إلا أنها تتناغم بشكل منطقي مع سير الحكاية. يتم استخدام أسلوب فني يجمع بين الواقعية والسحرية، مع التركيز على تفاصيل الحياة اليومية واللحظات الفارقة.

## الشخصيات
في رواية "ورثة آل الشيخ"، تظهر مجموعة متنوعة من الشخصيات التي ترتبط بتاريخ وعائلة "آل الشيخ". بعض الشخصيات: 

### شخصيات رئيسية
1. الشيخ: الجد والركيزة الأساسية للعائلة، يمثل شخصية غامضة تحمل العديد من الأسرار والتفاصيل التي تشكل أساس الرواية. 
2. أحمد: الراوي الذي يقوم برحلة البحث عن تاريخ عائلته، يحمل دورًا حيويًا في كشف الستار عن الأحداث والذكريات. 
3.شخصيات مختلفة: تمثل أجيال متعاقبة من عائلة "آل الشيخ"، تعيش وتتطور عبر فترات زمنية مختلفة، مما يسلط الضوء على التغيرات الاجتماعية والثقافية. 

### شخصيات ثانوية
4. صدقي بيك، حسين، زبيدة حسن، نشأت، نعمات، فاضل أفندي: شخصيات فرعية تضيف تفاصيل وعمقًا للقصة، وتعكس مختلف جوانب المجتمع والعائلة. 

## جوائز
توجت الرواية بجائزة كتارا للرواية العربية في فئة "الروايات المنشورة" 2021